# فرايدا هيمبل
فرايدا هيمبل (بالألمانية: Frieda Hempel)‏ هي مغنية ومغنية أوبرا ألمانية، ولدت في 26 يونيو 1885 في لايبزيغ في ألمانيا، وتوفيت في 7 أكتوبر 1955 في برلين في ألمانيا.

## وصلات خارجية
- فرايدا هيمبل على موقع مونزينجر (الألمانية)
- فرايدا هيمبل على موقع ميوزك برينز (الإنجليزية)
- فرايدا هيمبل على موقع ديسكوغز (الإنجليزية)